# Amsonia orientalis
Amsonia orientalis (лат.) — многолетнее растение, вид рода Амсония (Amsonia) подсемейства Rauvolfioideae семейства Кутровые (Apocynaceae), встречающееся в европейской части Турции и, возможно, уже исчез в Греции, где ранее также произрастал. Виду угрожает потеря среды обитания, сбор для декоративного использования и чрезмерный сбор для исследований. Растение содержит много гликозидов и гликоалкалоидов, а также обладает широкой антимикробной активностью. Amsonia orientalis — единственный европейский представитель своего рода.

## Ботаническое описание
Amsonia orientalis — многолетнее травянистое растение, достигающее в высоту от 30 до 60 см. У молодых листьев край листа часто опушённый. Край долей чашечки часто реснитчатый. Трубка венчика имеет длину от 10 до 12 (редко до 15) мм и гладкая снаружи. Цветёт с июня по август. Плоды длиной 3,5-5 (редко до 8) см.

Amsonia orientalis
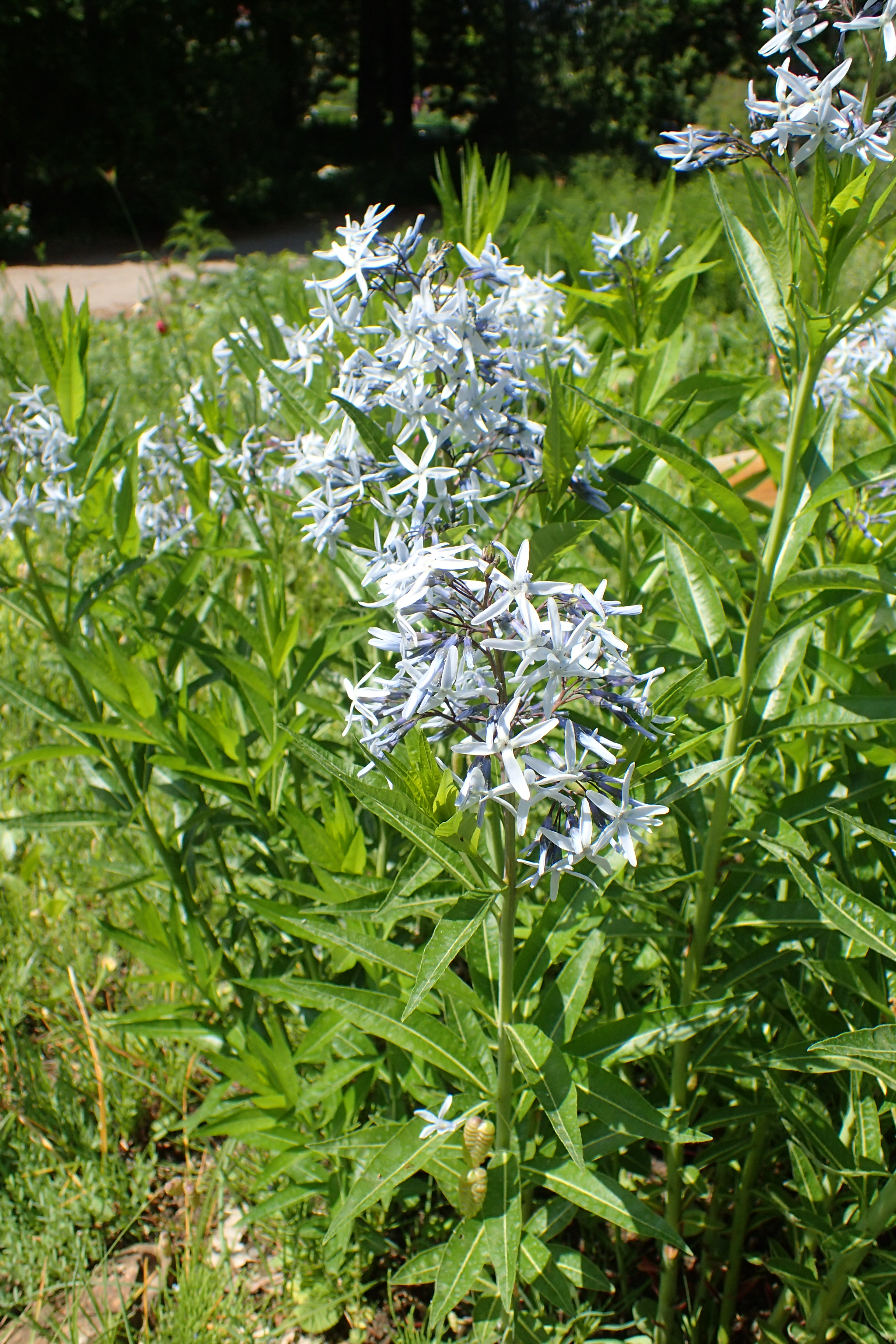
Общий вид
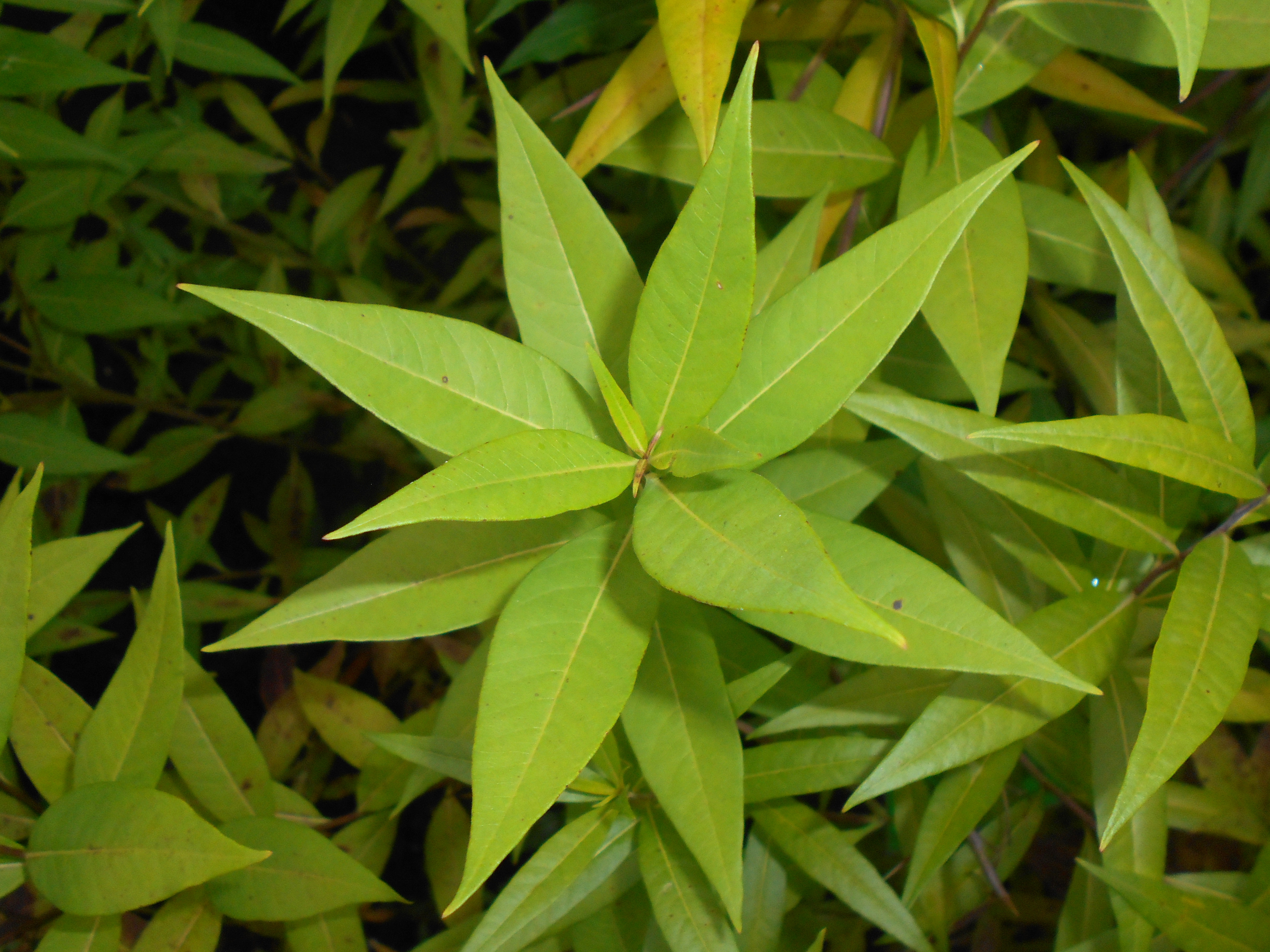
Листья
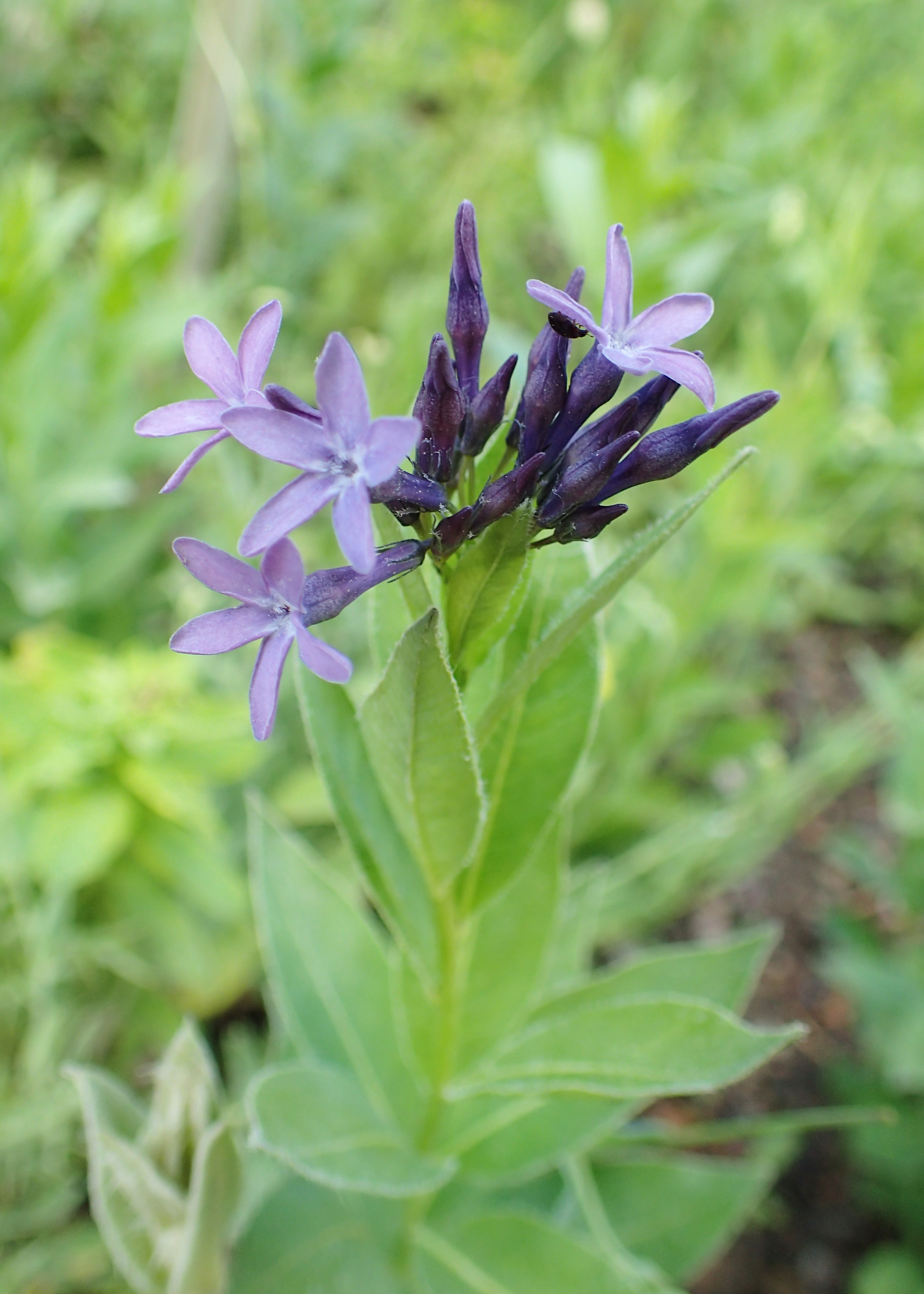
Бутоны
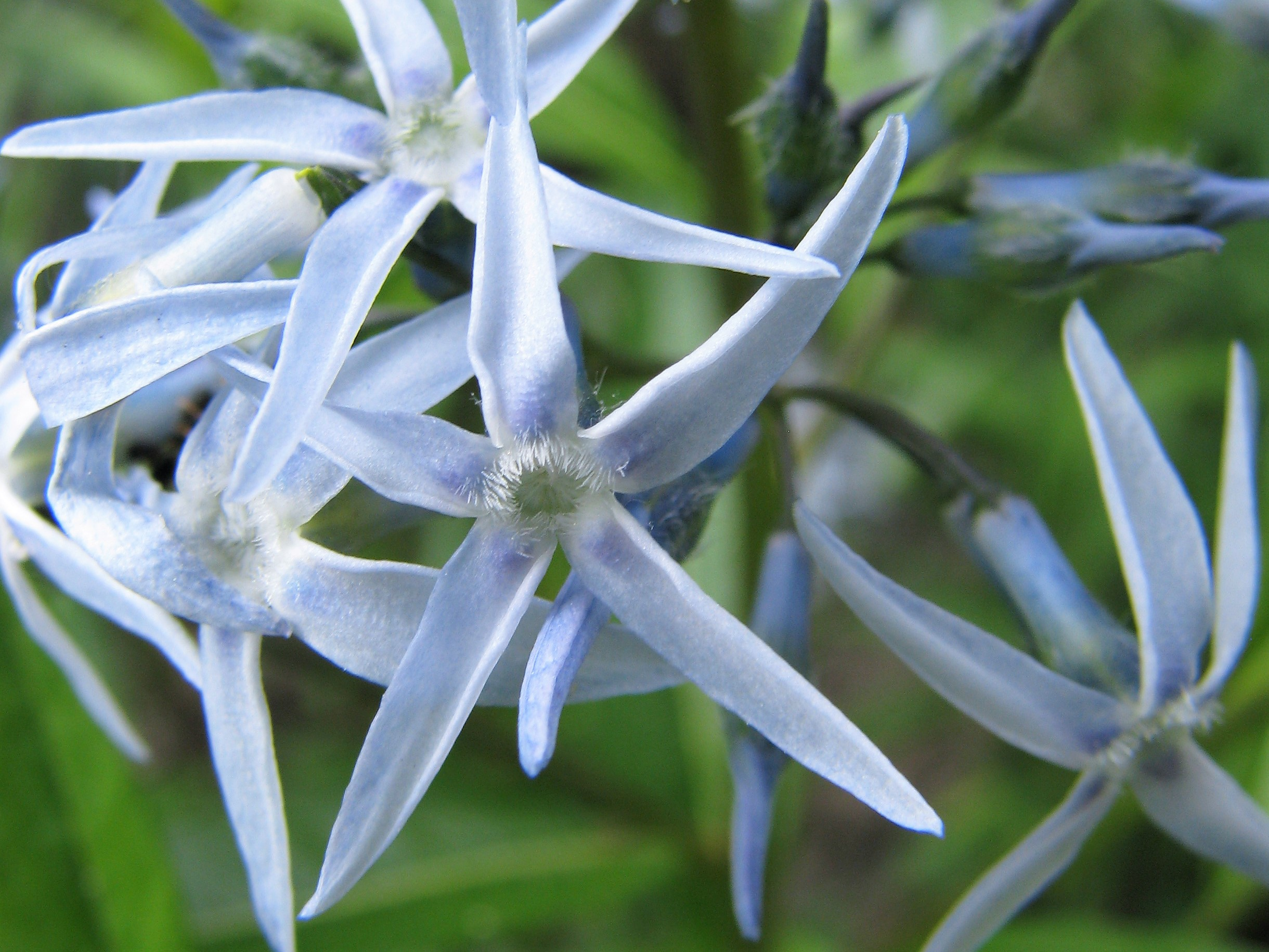
Цветки
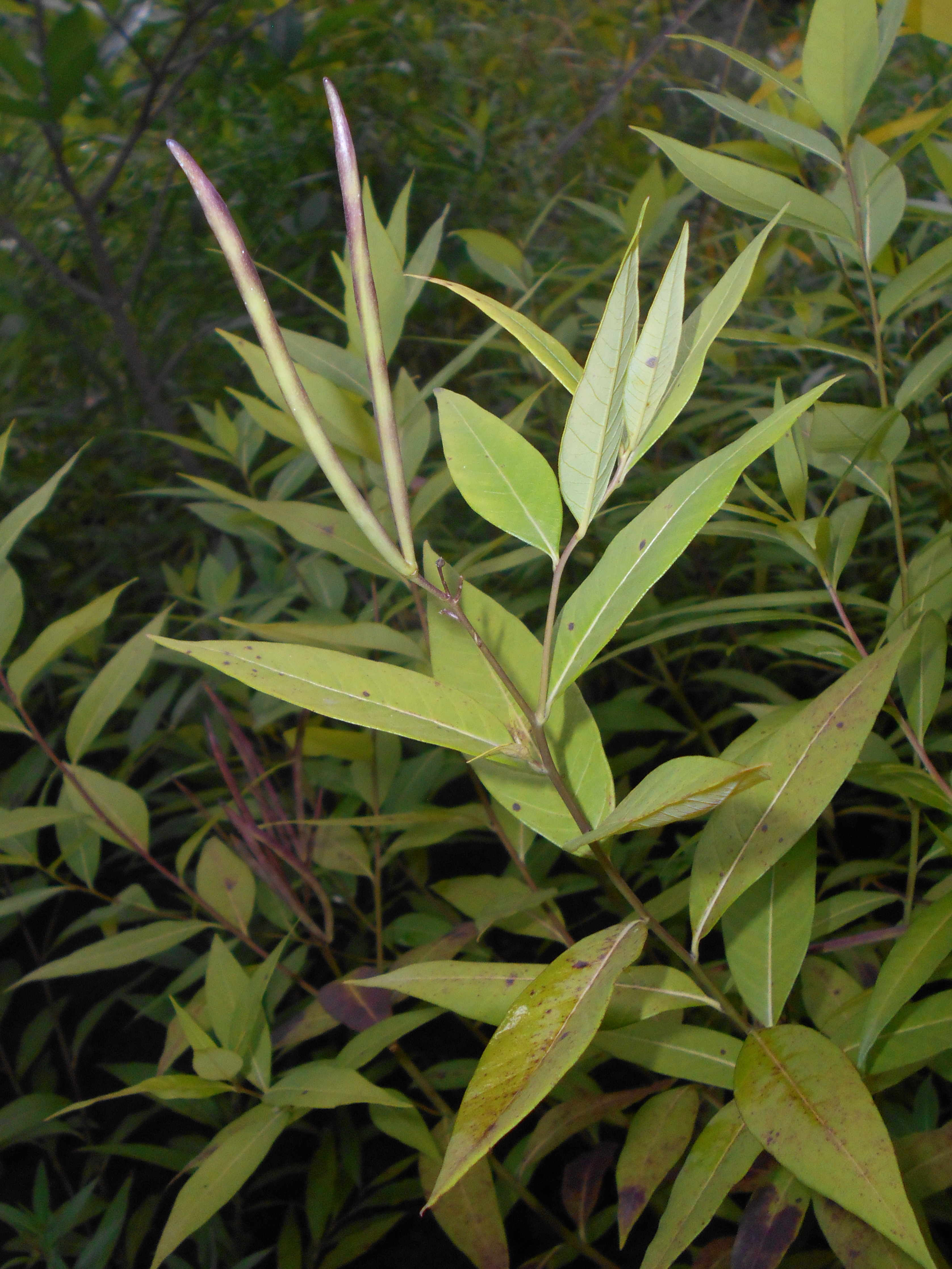
Плоды

## Распространение и местообитание
Amsonia orientalis встречается в Греции и на северо-западе Турции. Возможно, вымер в Греции. Растёт во влажных зимой местах на морском побережье.

## Применение
Используется как декоративное растение.